# Forensische Mykologie

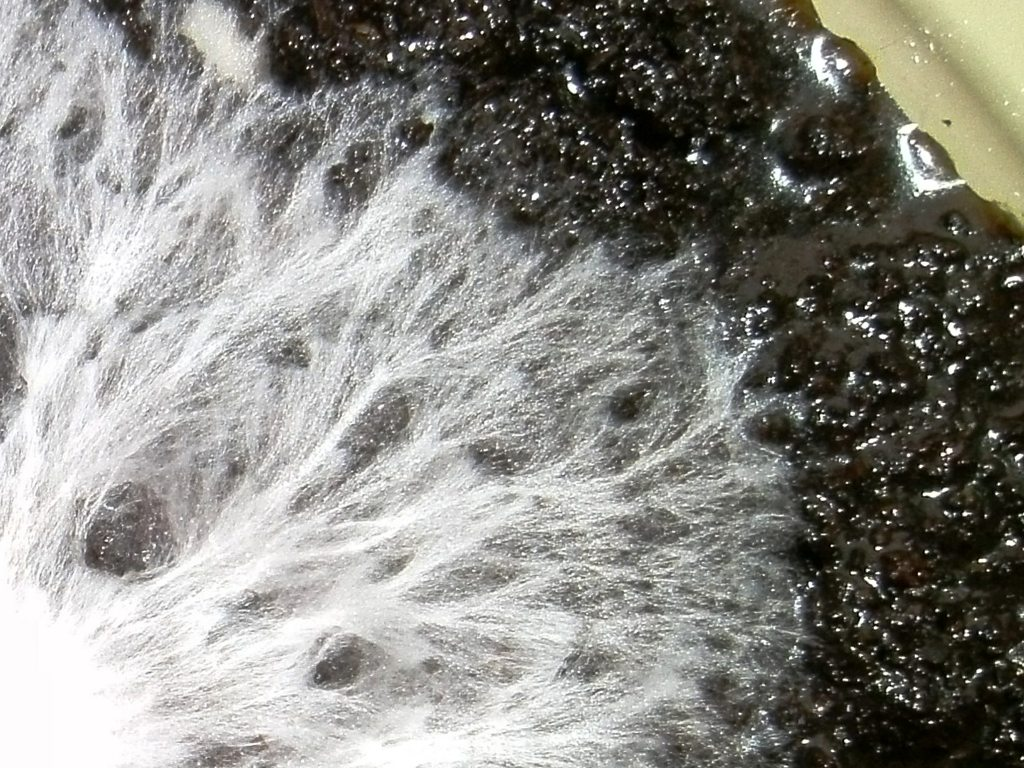
Myzel eines Austernpilzes auf Kaffeesatz

Die forensische Mykologie beschäftigt sich mit der Anwendung der Mykologie in der Kriminalistik. Diese wissenschaftliche Disziplin nutzt Pilze zur Ermittlung des Todeszeitpunktes oder zur Rekonstruktion von Ereignissen basierend auf den bekannten Wachstumsraten der Pilze. Zudem leistet sie einen Beitrag zur Sicherung von Spuren und zur Auffindung von Leichen. Die Begutachtung von Schimmelpilzwachstum in Bauten, die Nutzung von Pilzen in der biologischen Kriegsführung und der Einsatz psychotroper sowie toxischer Pilzarten als illegale Drogen oder Todesursachen sind weitere Anwendungsgebiete der forensischen Mykologie.

## Bestimmung des Todeszeitpunktes mittels forensischer Mykologie
Die konstante Wachstumsrate spezifischer Pilze kann genutzt werden, um den postmortalen Zeitraum zu ermitteln und somit den Todeszeitpunkt genauer zu bestimmen. In der forensischen Praxis stützen sich Gerichtsmediziner traditionell auf Parameter wie die Abkühlungsrate des Körpers, das Fortschreiten der Zersetzung sowie die Sukzession von Insektenarten. Früher wurden Pilze lediglich als ein weiterer Faktor biologischer Zersetzung angesehen, ohne dass ihnen eine spezifische forensische Relevanz beigemessen wurde. Die Nutzung von Pilzen in der forensischen Analyse ist nicht auf bestimmte Arten oder spezifische Körperteile beschränkt. Wichtig ist, dass die Umgebungsbedingungen am Fundort der Leiche zuverlässig im Labor nachgebildet werden können, um das Wachstum der Pilze unter kontrollierten Bedingungen zu simulieren und zu studieren.
Die erste dokumentierte Nutzung dieser Methode zur Bestimmung des postmortalen Zeitraums stammt von H. van de Voorde und P. J. Van Dijck von der Katholischen Universität Löwen aus dem Jahr 1980. In ihrem Fall wurde eine alleinstehende Frau in einem temperaturkontrollierten Raum tot aufgefunden, mit Stichwunden in der Brust und Pilzwachstum im Gesichtsbereich und am unteren Bauch. Die Körpertemperatur hatte sich bereits der Raumtemperatur von 12 °C angeglichen, und es waren keine Insektenaktivitäten feststellbar, was die Bestimmung des Todeszeitpunkts erschwerte. Van de Voorde und Van Dijck analysierten das Pilzwachstum am Auge der Verstorbenen und entnahmen Proben, die unter laborähnlichen Bedingungen, die jenen am Fundort entsprachen, inkubiert wurden. Die benötigte Zeit, um das Pilzwachstum bis zur am Leichnam beobachteten Größe zu kultivieren, wurde zur Ermittlung des postmortalen Zeitraums herangezogen. Diese Schätzung wurde später durch das Geständnis des Täters bestätigt.
Neben der Größe des Pilzwachstums können auch unterschiedliche Entwicklungsphasen der Pilze, wie die Bildung von Substratmyzel, die Entwicklung von Luftmyzel, die Sporulation sowie Farbveränderungen nach der Sporulation, zur Bestimmung des postmortalen Zeitraums herangezogen werden.
Zudem beeinflussen Umweltfaktoren wie Luftfeuchtigkeit und Temperatur das Wachstum dieser Organismen erheblich. Diese Faktoren müssen bei der Planung von vergleichenden Wachstumsstudien sorgfältig berücksichtigt werden, um valide Ergebnisse zu erzielen.

## Standortermittlung von Grabstätten
Die heimliche Entsorgung von Leichen in entlegenen Waldgebieten wird häufig praktiziert, um entscheidende Beweise für kriminalistische Untersuchungen zu verbergen. Diese Grabstätten weisen hohe Nährstoffgehalte aus der Zersetzung der Körper auf, wodurch der umliegende Boden reich an Stickstoff und anderen pilzattraktiven Verbindungen wird. Diese Umstände begünstigen die Kolonisierung durch Postputrefaktions- und Ammoniakpilze, welche daher oft als Indikatoren für verborgene Grabstätten dienen.
Ammoniakpilze sind charakteristisch für Umgebungen mit hohem Gehalt an stickstoffhaltigen Verbindungen. Studien haben ermittelt, dass Ammoniak, ein Zersetzungsprodukt dieser Verbindungen, essenziell für die Fruchtkörperbildung dieser Pilzarten ist. Pilze, die nahe einer Grabstätte vorkommen, werden als Postputrefaktionspilze klassifiziert. Trotz signifikanter Überschneidungen zwischen den Klassifikationen existieren spezifische Arten, die nicht beiden zugeordnet werden können. Beispielsweise findet man Rhopalomyces strangulatus an oder um Kadaver, jedoch ist Ammoniak nicht notwendig für seine Fruchtkörperbildung, während Coprinus echinosporus stickstoffhaltige Verbindungen benötigt, jedoch auch in Umgebungen ohne Überreste vorkommt. Solche Pilze wurden bisher ausschließlich in Waldökosystemen festgestellt, insbesondere bei Überresten von Säugetieren und Vögeln sowie in einigen Wespenestern.
Die geotropische Natur der Pilze macht sie zudem zu einem idealen Indikator für Störungen an Grabstätten. Der Stiel, oft als 'Schaft' bezeichnet, wächst stets vertikal, während der Hut, oder 'Kappe', horizontal ausgerichtet ist. Nach einer Störung richten sich diese Pilze neu aus und bieten so Ermittlern die Möglichkeit, Veränderungen an einem Tatort zu erkennen und zu analysieren.

## Spurenbeweise in der Forensik

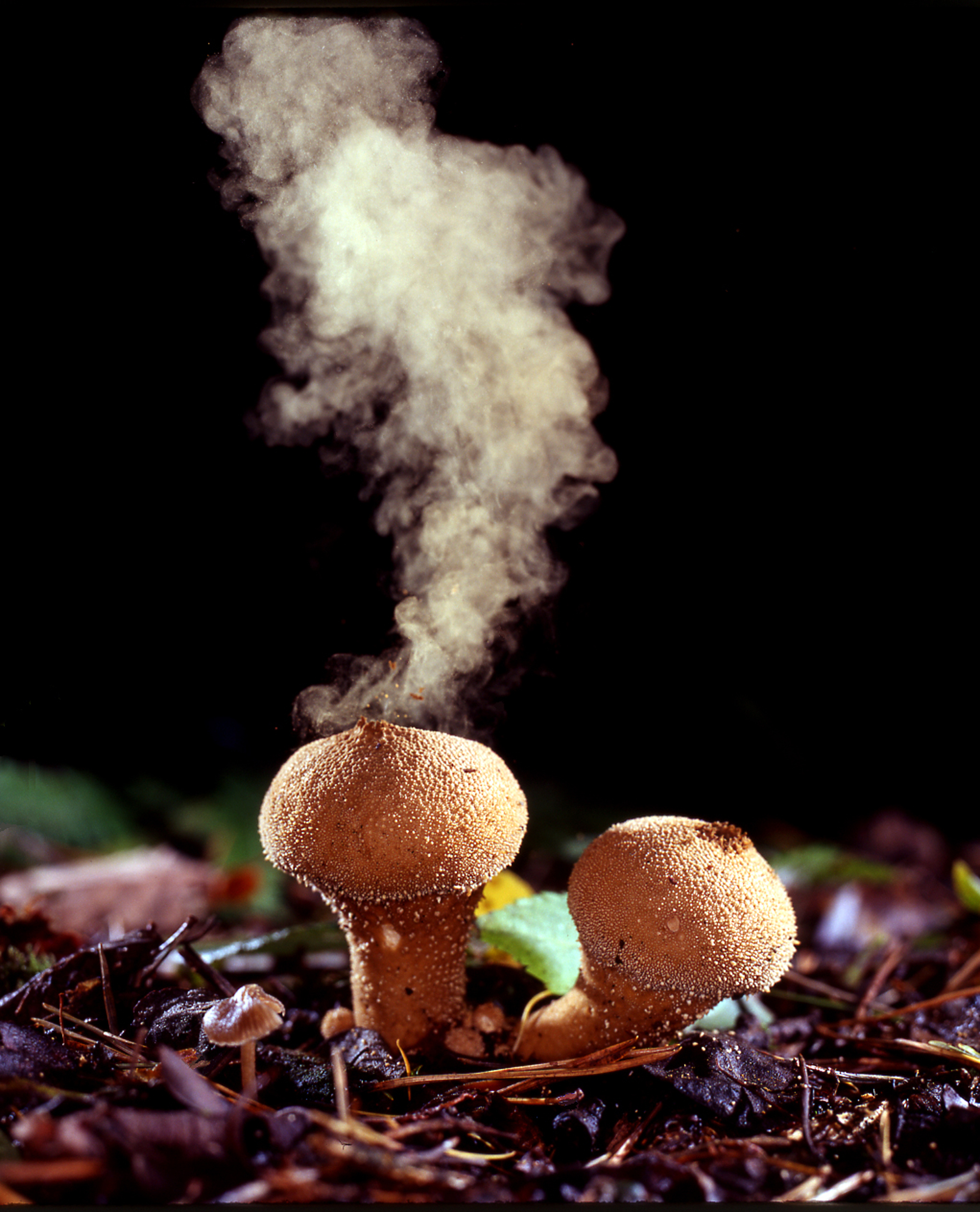
Freisetzung von Basidiosporen aus einem Stäubling

Pilzsporen nehmen eine wichtige Rolle als mykologische Spurenbeweise in der Forensik ein. Ihre Übertragung zwischen Objekten oder Personen geschieht gemäß dem Locard’schen Austauschprinzip, welches besagt, dass bei jedem Kontakt zwischen zwei Objekten eine gegenseitige Übertragung von Material stattfindet. Dieses Prinzip ist grundlegend für die forensische Palynologie, eine Teildisziplin, die sich mit der Analyse von Pollen und Sporen in kriminalistischen Untersuchungen beschäftigt.
Durch die Integration von mykologischen Spurenbeweisen in die forensische Analyse können Ermittler detailliertere und genauere Informationen über Tatorte und beteiligte Personen gewinnen, was die Lösung von Kriminalfällen unterstützt und die Rechtssicherheit stärkt.

### Forensische Mykologie und Palynologie
Pilzsporen sind in ihrer Funktionalität den Pollen ähnlich, da beide auf spezifische Orte oder Bedingungen zurückgeführt werden können, was ihnen eine hohe Beweiskraft verleiht. Diese Sporen und Pollen können unter Umständen Rückschlüsse auf den Ort eines Verbrechens, die Jahreszeit des Geschehens oder die Bewegungen einer Person zulassen. Darüber hinaus bieten Pilzsporen gegenüber Pollen den Vorteil, dass sie in Umgebungen wachsen können, die für die meisten Pflanzen zu unwirtlich sind. Dazu zählen Oberflächen wie Stein, Leder, Kunststoff, Ziegel und Fliesen.

### Einzigartigkeit und Bedeutung von Pilzsporen
Die Fähigkeit der Pilzsporen, unter extremen Bedingungen zu gedeihen, macht sie zu einem wertvollen Instrument in der forensischen Wissenschaft. Ihre Präsenz auf Materialien, die normalerweise nicht mit biologischem Wachstum in Verbindung gebracht werden, ermöglicht es Forensikern, verdeckte oder schwer nachweisbare Beweismittel zu sichern. Dies kann besonders in Fällen von Bedeutung sein, in denen keine anderen biologischen Spuren wie Blut oder DNA nachweisbar sind.

### Anwendungsbereiche und methodische Herausforderungen
Die Sammlung und Analyse von Pilzsporen erfordert spezielle Techniken und Ausrüstungen, da diese Partikel äußerst klein und oft schwer zu isolieren sind. Fortschritte in der mikroskopischen Technik und in der molekularen Biologie haben jedoch die Genauigkeit und Effizienz in der Identifizierung dieser Spuren erheblich verbessert. Wissenschaftler können heute spezifische Pilzsporen nicht nur erkennen, sondern auch genetisch analysieren, um detaillierte Informationen über ihre Herkunft und ihre Umweltbedingungen zu erhalten.

## Unerlaubte und giftige Pilzarten

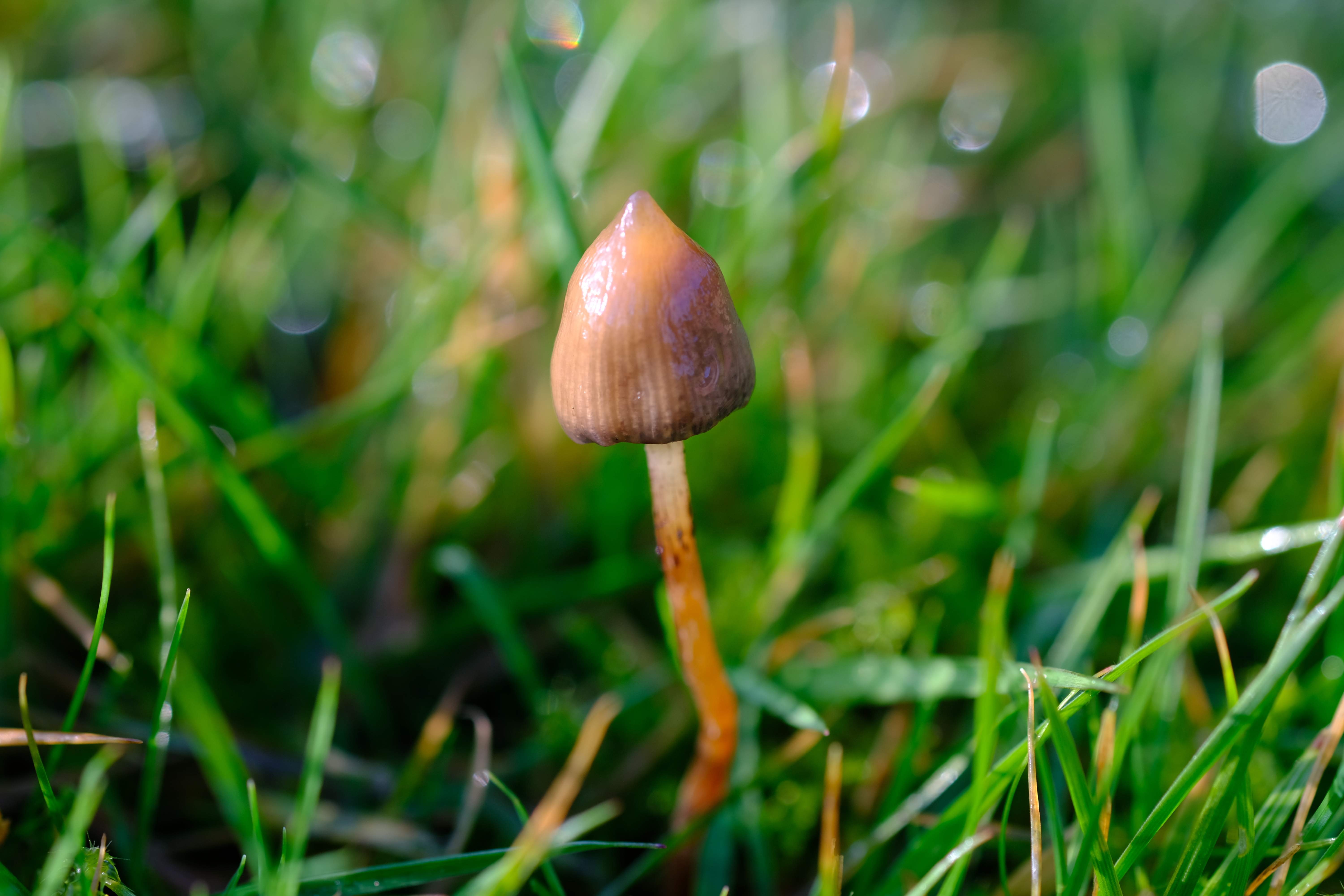
Psilocybe semilanceata (Spitzkegeliger Kahlkopf), ein verbreiteter, Psilocybin-haltiger Pilz

Menschen nutzen Pilze seit langem in verschiedenen Formen, darunter essbare, psychoaktive oder giftige Sorten.
Die Symptomatik nach dem Verzehr von nicht essbaren Pilzen variiert je nach Pilzart, individueller Toleranz und Menge des Verzehrs. Mögliche Symptome reichen von leichtem Unwohlsein bis hin zu schwerwiegenden gastrointestinalen Störungen und können in einigen Fällen tödlich sein.  Zudem können die Symptome anfangs anderer medizinischer Zustände ähneln, wie etwa einem zerebralen Infarkt. Da Pilze in der Regel durch das Verdauungssystem aufgenommen und verarbeitet werden, ist es bei Vergiftungsfällen häufig so, dass keine unverdauten Pilzreste mehr vorliegen und die Verdauung bereits fortgeschritten ist. In solchen Fällen kann eine Untersuchung der Pilzreste erforderlich sein, die teilweise verdaut oder in Form von mikroskopischen Sporen in den Magen- und Darm-Inhalten vorhanden sind. Weitergehende Untersuchungen des unteren Darmtrakts können erforderlich sein, insbesondere wenn es sich um eine langsam wirkende Vergiftung handelt und der Darminhalt bereits weiter verdaut wurde.
Einige Pilzarten besitzen psychoaktive Eigenschaften, die bei Aufnahme wirksam werden; diese sind umgangssprachlich als „Zauberpilze“ bekannt. Die psychoaktiven Wirkungen dieser Pilze beruhen auf Substanzen wie Psilocybin, Psilocin und Amanitin. Die Konzentrationen dieser psychoaktiven Chemikalien in den Pilzen können aufgrund ökologischer und biologischer Faktoren sogar innerhalb einer Art variieren. Gemäß der UN-Konvention von 1971 unterliegen der Besitz und die Nutzung dieser Substanzen sowie der Pilze, aus denen sie stammen, strengen Kontrollen, wobei Psilocybin und Psilocin vollständig verboten sind.

## Biologische Kriegsführung
Der Einsatz von Pilzen im Bioterrorismus reicht bis ins Jahr 600 v. Chr. zurück, als die Assyrer den Mutterkornpilz (Claviceps purpurea) verwendeten, um die Brunnen ihrer Feinde zu kontaminieren. Heutzutage gehören bestimmte Schimmelpilzarten, die je nach Spezies unterschiedliche Mykotoxine produzieren, zu den größten biologischen Risiken für die öffentliche Gesundheit. Diese Toxine finden sich häufig in Lebensmitteln wie Nüssen, Trockenfrüchten und Getreide. Sie können auch in Boden, verrottender Vegetation und Tierfutter nachgewiesen werden. Die Folgen einer Exposition reichen von akuten schweren Krankheiten bis hin zu chronischen Gesundheitszuständen, die tödlich enden können.
Eine wesentliche Herausforderung bei der Verwendung dieser Pilze als biologische Waffen liegt in der Schwierigkeit, sie effektiv zu verbreiten und von Mensch zu Mensch zu übertragen. Bis April 2022 listet das Centers for Disease Control and Prevention (CDC) keine Pilzarten in den Kategorien A oder B für biologische Agenten auf. Diese Kategorien sind denjenigen Pathogenen vorbehalten, die aktuell als größte Bedrohung für die Gesellschaft angesehen werden.
Die Weltgesundheitsorganisation (WHO) stuft mehrere Pilzarten als Pathogene der Risikostufe 3 ein, die ein hohes Risiko für Infizierte darstellen, sich jedoch nicht leicht zwischen Menschen übertragen lassen. Zu diesen Pathogenen zählen:
- Blastomyces dermatitidis
- Cladophialophora bantiana
- Coccidioides immitis
- Coccidioides posadasii
- Histoplasma capsulatum
- Paracoccidioides brasiliensis
- Penicillium marneffei
- Rhinocladiella mackenziei

## Schimmelbildung in Gebäuden
Schimmelbildung tritt häufig in feuchten, feuchtigkeitsreichen Umgebungen auf und wird oft in Gebäuden festgestellt. Diese Schimmelarten können gesundheitliche Probleme für Personen verursachen, die immun geschwächt sind oder an Allergien gegenüber diesen Organismen leiden. Zudem können Nachweise von Schimmelwachstum in zivilrechtlichen Verfahren oder bei der Geltendmachung von Versicherungsansprüchen aufgrund von Wasserschäden relevant sein. Zu den Arten, die häufig in Gebäuden gefunden werden, zählen unter anderem Aspergillus glaucus, Aspergillus niger, Cladosporium cladosporioides, Cladosporium herbarum und Stachybotrys chartarum. Aspergillus glaucus und Aspergillus niger haben die Fähigkeit, in sehr trockenen Umgebungen zu überleben, wodurch sie besonders problematisch sind. Cladosporium cladosporioides und Cladosporium herbarum sind ebenfalls verbreitet und können auf Tapeten, PVC-Böden und anderen organischen Materialien in Innenräumen gefunden werden. Stachybotrys chartarum, auch bekannt als „Schwarzer Schimmel“, ist besonders gefährlich, da er Toxine produziert, die schwerwiegende Gesundheitsrisiken darstellen können.
Die Hauptfaktoren, die einen Schimmelpilzwachstum begünstigen, sind Feuchtigkeit, Wärme, eine Nahrungsquelle und ausreichende Zeit zur Entwicklung. Feuchtigkeit ist der entscheidende Faktor für das Wachstum von Schimmelpilzen. Hohe Luftfeuchtigkeit, kondensierendes Wasser an kühlen Oberflächen oder stehendes Wasser nach einem Wasserschaden schaffen ideale Bedingungen für Schimmelpilze, sich zu vermehren. Gebäude, in denen die Luftfeuchtigkeit konstant über 60 % liegt, sind besonders anfällig für Schimmelbildung. Wärme ist ein weiterer wichtiger Faktor. Schimmelpilze gedeihen am besten bei Temperaturen zwischen 20 und 30 Grad Celsius. In dieser Temperaturrange können die Pilzsporen schneller keimen und wachsen. In kälteren Umgebungen wächst Schimmel langsamer, bleibt aber potenziell gefährlich. Schimmel benötigt organische Materialien als Nahrungsquelle. Typische Materialien in Gebäuden, wie Holz, Gipskarton, Tapetenkleister und Teppich, bieten reichlich Nährstoffe für Schimmelpilze. Diese Materialien können, besonders wenn sie feucht sind, eine dauerhafte Nahrungsquelle für Schimmel bieten. Auch Zeit ist ein wesentlicher Faktor. Schimmelsporen können unter günstigen Bedingungen innerhalb von 24 bis 48 Stunden zu wachsen beginnen. Ohne Gegenmaßnahmen kann sich Schimmel rasch ausbreiten und zu einem ernsthaften Problem werden.
Die Kontrolle von Feuchtigkeit und die richtige Belüftung von geschlossenen Räumlichkeiten sind entscheidend, um das Wachstum von Schimmel in Gebäuden zu verhindern. Regelmäßige Inspektionen und Wartungen können dazu beitragen, potenzielle Feuchtigkeitsquellen zu identifizieren und zu eliminieren, bevor Schimmel entstehen kann. In Fällen, wo Schimmelwachstum festgestellt wird, sollte eine professionelle Sanierung erfolgen, um gesundheitliche Risiken zu minimieren und die strukturelle Integrität des Gebäudes zu erhalten.